# Uchkus–Inkañan
Uchkus Inkañan (en quechua : uchku = ouverture - Inka = Inca - ñan = itinéraire ; orthographe hispanisée : Uchcus Incañan, Uchkus Incanan, Uchkus Incañan) est un site archéologique de la région de Huancavelica au Pérou. 
Il est situé dans le district de Yauli de la province de Huancavelica.